# Arnold Zöllner
Arnold Zöllner (ur. 24 sierpnia 1904 w Ramelow, data śmierci nieznana) – zbrodniarz nazistowski, SS-Unterscharführer i członek załogi niemieckiego obozu koncentracyjnego Sachsenhausen.
W latach 1941–1944 pełnił służbę w obozie Sachsenhausen. Brał udział w masowej eksterminacji jeńców radzieckich, a także w egzekucjach schwytanych brytyjskich lotników i członków ruchu oporu skierowanych do obozu w celu likwidacji. Oprócz tego uczestniczył w egzekucjach więźniów przez rozstrzelanie i powieszenie. 3 czerwca 1966]Zöllner skazany został za swoje zbrodnie na dożywotnie pozbawienie wolności przez wschodnioniemiecki sąd w Rostocku. Wyrok zatwierdził 2 września 1966 Sąd Najwyższy Niemieckiej Republiki Demokratycznej.